# 大石一男
大石 一男（おおいし かずお、1945年11月15日 - ）は、日本のファッション写真家でフォトジャーナリスト。
日本におけるファッション報道（コレクション）写真の草分けである。

## 人物
1945年（昭和20年) 長崎市生まれ。育英工高（現在のサレジオ高専）から私立瓊浦高等学校を経て、法政大学文学部日本文学科卒業。
大学卒業後は、スポニチテレビニュース社（現在のスポニチクリエイツ）で、主にスポーツ、芸能番組の制作などを8年間担当した。その後、SUNデザイン研究所ヘ移り、ファッションイベントの制作に携わった。
1979年（昭和54年) パリ・コレクションの撮影を契機に写真家に転向。以後、パリ、ミラノ、ニューヨーク、ロンドン、ソウル、東京と、32年間世界のファッションシーンを撮りつづけ、2010年（平成22年）を最後に海外のコレクション撮影を引退。
2013年、第31回「毎日ファッション大賞」鯨岡阿美子賞を長年のパリコレ等の撮影とその功績により受賞。
現在、日本国内のコレクションをはじめ、ファッション雑誌やデザイナーズブランド、アパレル・メーカー各社の撮影を中心に、コレクション関連の執筆もしている。東京コレクション (現, Rakuten Fashion Week TOKYO)は第1回目の2006年春夏からオフィシャルカメラマンとして現在も活動している。

## 著書
- 『カメラマンのパリ・コレクション』(1997年 読売新聞社)

## 写真集
- 『Imagine Donna』THE IMAGE OF SUPER MODELS (1993年 ブリッツ・コーポレーション)
- 『Artgraphy FOTORAMA WORKS』(1995年 ジャパンプランニングアソシエーション)
- 『Paris  Collection 1981~ 2000』 (2001年 新潮社)

## 写真展
- 1983年『PARIS・MILANO・NEWYORKプレタポルテ・フォトコレクション』 (銀座三越)
- 1983年『PARIS・MILANO・NEWYORKプレタポルテ・フォトコレクション』 (新宿ルミネ)
- 1984年『PARIS・MILANO・NEWYORKプレタポルテ・フォトコレクション』 (青山ベルコモンズ)
- 1984年『PARIS・MILANO・NEWYORKプレタポルテ・フォトコレクション』 (大阪・大林ベルコンフェレンスルーム)
- 1990年『IMAGES DU MONDE』 (ワールド プレスハウス)
- 1992年『LES MUSES DE LA MODE』 (フジタヴァンテ)
- 1992年『LES MUSES DE LA MODE -モードの女神たち-』 (韓国 ソウル COEX Hall)
- 1993年『IMAGINE DONNA -THE IMAGE OF SUPER MODELS-』 (PARCO吉祥寺、名古屋、千葉 各店)
- 1995年『Artgraphy』フォトラマ紀行 (富士フイルムフォトサロン東京、福岡)
- 1996年『'97パリ・ミラノ スーパーモデル -世界の写真家 8人展-』 (東京ファッションタウンTFTホール)
- 1997年『大石一男 スーパーモデル写真展』(京都、岐阜、横浜、髙島屋各店)
- 1997年『大石一男 スーパーモデル写真展』 (名古屋 ナディアパーク)
- 1998年『フランス祭り -スーパーモデル写真展-』 (フジテレビ主催／東京ビッグサイト)
- 1998年『大石一男 スーパーモデル写真展』(髙島屋京都店)
- 1998年『大石一男 スーパーモデル写真展』 (銀座キヤノンサロン、名古屋、仙台、大阪、福岡)
- 1999年『大石一男 写真展』 (神戸ファッション美術館)
- 2001年『Paris Collection 1981-2000 出版記念写真展』 (髙島屋京都店)
- 2003年『IMAGINE DONNA 2003/04 F/W PARIS-MILANO Collection』 (葉山文化園)
- 2012年『写真家 大石一男 パリコレ30年』写真展  (松屋銀座店)
- 2012年『カメラマン達の東コレ』4人写真展  (表参道ヒルズ吹抜け大階段)
- 2024.11/2025.1月　特別展『ファッション写真が語るモード』合同展(神戸ファッション美術館)

## 新聞連載

### 記事と写真
- 『モードの舞台裏』(共同通信  全12回 2003年 8-10月)
- 『コレクションあれこれ』(共同通信  全8回 2005年 7-8月)
- 『ファッションフォトグラファー』(共同通信  全11回 2009年 2-4月)

### 写真
- 『私のおしゃれ学』 (SANKEI EXPRESS) 2007/12〜2016/3